# النزاع الحدودي الصيني الهندي
يعتبر النزاع الحدودي الصيني الهندي نزاعًا إقليميًا مستمرًا حول السيطرة على قطعتي أرض كبيرتين نسبيًا وأراض أخرى صغيرة متفرقة بين الصين والهند. تخضع أكساي تشين، أولى المناطق المتنازع عليها، إلى الصين التي تعتبرها جزء من منطقة سنجان (شينجيانغ) ذاتية الحكم ومنطقة التبت ذاتية الحكم وتطالب بها الهند باعتبارها جزء من إقليم لداخ الاتحادي؛ تُعتبر من أكثر الأراضي الجرداء غير المأهولة ضمن منطقتي كشمير والتبت ويعبرها طريق شينجيانغ والتبت السريع، ويتخللها على الأطراف بعض المراعي الهامة. تقع المنطقة الأخرى المتنازع عليها جنوب خط مكماهون، وعُرفت سابقًا باسم وكالة الحدود الشمالية الشرقية وتسمى اليوم أروناجل برديش. كان خط مكماهون جزءًا من اتفاقية سيملا الموقعة عام 1914 بين الهند البريطانية والتبت، دون موافقة الصين. تنكر الصين الاتفاقية، مشيرة إلى أن التبت لم تكن مستقلة أبدًا عندما وقعت اتفاقية سيملا.
اندلعت الحرب الصينية الهندية عام 1962 في كلا المنطقتين المتنازع عليهما. هاجمت القوات الصينية النقاط الحدودية الهندية في لداخ غربًا وعبرت خط مكماهون في الشرق. وقع اشتباك حدودي قصير عام 1967 في منطقة سيكيم. في عامي 1987 و2013، تراجعت حدة النزاعات الكامنة حول خطين مختلفين من خطوط السيطرة الفعلية. توقف تصعيد الصراع الذي يشمل منطقةً يسيطر عليها البوتانيون على الحدود بين بوتان والصين في عام 2017 بعد إصابات لحقت بكل من القوات الهندية والصينية. حصلت عدة مناوشات في عام 2020، وتفاقمت حتى راح ضحيتها عشرات القتلى في يونيو 2020.
أُبرمت الاتفاقيات الموقعة والمعلقة في انتظار الحل النهائي لمسألة الحدود، في عامي 1993 و1996. شملت هذه الاتفاقيات «تدابير بناء الثقة» وخط السيطرة الفعلية. شُكلت مجموعات رسمية مثل مجموعة العمل المشتركة المعنية بمسألة الحدود، لمعالجة القضايا العالقة بشأنها، على أن تتلقى المساعدة من فريق الخبراء الدبلوماسيين والعسكريين. في عام 2003 تأسس نظام عمل الممثلين الخاصين. أُعدت في عام 2012 آلية أخرى لتسوية المنازعات، عُرفت بمنهجية التشاور والتنسيق.

## النزاعات الحدودية

### 1947 – 1962
خلال خمسينيات القرن العشرين، أنشأت جمهورية الصين الشعبية طريقًا بطول 1,200 كيلومتر (750 ميل) يربط بين شينجيانغ وغرب التبت، يمتد منه 179 كيلومترًا (111 ميل) جنوب خط جونسون عبر منطقة أكساي تشين التي تطالب بها الهند. كان الوصول إلى أكساي تشين سهلًا من الصين، ولكن بالنسبة للهنود في جنوب كاراكورام، فإن سلسلة الجبال تعيق وصولهم إلى أكساي تشين. لم يكن الهنود على دراية بوجود الطريق حتى عام 1957، الأمر الذي تأكد عندما ظهر الطريق في الخرائط الصينية المنشورة عام 1958.
يفيد الموقف الهندي حسب تصريح رئيس الوزراء جواهر لال نهرو بأن أكساي تشين كانت «جزءًا من منطقة لداخ في الهند لعدة قرون» وأن هذه الحدود الشمالية كانت «ثابتة ومحددة ولم تكن مفتوحة للنقاش مع أي شخص».
جادل الوزير الصيني تشو إنلاي، بأن الحدود الغربية لم تُرسّم أبدًا، وأن خط مكارتني ماكدونالد، الذي ترك أكساي تشين داخل الحدود الصينية كان الخط الوحيد الذي اقتُرح دائمًا على الحكومة الصينية، وأن أكساي تشين كانت أساسًا تحت السلطة القضائية الصينية، وينبغي أن تأخذ المفاوضات الوضع الراهن بعين الاعتبار.
بناءً على اتفاقية بين نهرو وتشو إنلاي، أجرى مسؤولون من الهند والصين في عام 1960 مباحثات تهدف إلى تسوية النزاع الحدودي. اختلفت الصين والهند بشأن الخطوط الفاصلة الرئيسية التي تُرسّم الحدود في القطاع الغربي. غالبًا ما حرّفت التصريحات الصينية، التي تخص ادعاءاتها الحدودية، حقيقة المصادر المذكورة.

### اشتباكات ناتو لا وتشو لا 1967
كانت اشتباكات ناتو لا وتشو لا، سلسلة من الاشتباكات العسكرية في عام 1967 بين الهند والصين على طول حدود مملكة سيكيم في الهيمالايا، التي كانت آنذاك محمية هندية.
بدأت اشتباكات ناتو لا في 11 سبتمبر 1967، عندما شن جيش التحرير الشعبي هجومًا على المواقع الهندية في ناتو لا، واستمر حتى 15 سبتمبر 1967. في أكتوبر 1967، وقع نزال عسكري آخر في تشو لا وانتهى في نفس اليوم.
وبحسب مصادر مستقلة، حققت القوات الهندية «ميزة تكتيكية حاسمة» وهزمت القوات الصينية في هذه الاشتباكات. وقيل إن العديد من تحصينات جيش التحرير الشعبي في ناتو لا قد دُمرت، حيث صدت القوات الهندية القوات الصينية المهاجمة.

### المناوشة الهندية الصينية 1987
كانت المناوشات الصينية الهندية في عام 1987 الصراع العسكري الثالث بين القوات البرية لجيش التحرير الشعبي الصيني والجيش الهندي، وحصل في وادي سومدورونغ تشو، بعد 20 عام على الصراع السابق له.

### 1968 – 2017
- طمس المعلومات
- الإنكار

في 20 أكتوبر 1975، قُتل 4 جنود هنود في ممر تولونغ لا في أروناجل برديش. وفقًا للبيان الرسمي الصادر عن الحكومة الهندية، فقد تعرضت دورية من سلاح آسام للمشاة تضم ضابط صف وأربعة جنود آخرين، لكمين نفذه نحو 40 جنديًا صينيًا أثناء تواجدهم في منطقة داخل الأراضي الهندية الرسمية، وكانت تقوم بدوريات منتظمة على مدار سنوات دون وقوع أي حوادث. في البداية، أُدرجت أسماء أربعة من أفراد الدورية في عداد المفقودين قبل تأكيد القنوات الدبلوماسية على مقتلهم على أيدي القوات الصينية؛ استُردت جثثهم فيما بعد. قدمت الحكومة الهندية احتجاجًا رسميًا لنظيرتها الصينية.
في عام 2006، ادعى السفير الصيني في الهند وسط حشد عسكري أن أروناجل برديش بكاملها أرضٌ صينية. في ذلك الوقت، ادعى كلا البلدين حدوث توغلات تصل إلى كيلومتر واحد في الطرف الشمالي من سيكيم. في عام 2009، أعلنت الهند أنها ستنشر قوات عسكرية إضافية على طول الحدود. اقترحت الهند على الصين في عام 2014 الإقرار بسياسة «الهند الواحدة» لحل النزاع الحدودي.
في أبريل 2013، ادعت الهند، مشيرة إلى تصورها الخاص عن موقع خط السيطرة الفعلية، بأن القوات الصينية قد أنشأت معسكرًا في قطاع دولات بيغ أولدي، على بعد 10 كم (6.2 ميل) من خط السيطرة الفعلية في جانبهم. نُقح هذا الرقم لاحقًا فزُعم بأنه 19 كم (12 ميل). ذكرت وسائل إعلام هندية أن التوغل شمل دخول طائرات هليكوبتر عسكرية صينية المجال الجوي الهندي لإيصال إمداداتٍ للقوات. ومع ذلك، نفى المسؤولون الصينيون حدوث أي تعدٍ على ممتلكات الغير. أقام جنودٌ من كلا البلدين معسكرات مؤقتة على الحدود المبهمة في مواجهة بعضهم البعض، ولكن نُزع فتيل التوتر عندما سحب الجانبان الجنود في أوائل مايو. في سبتمبر 2014، تعرضت الهند والصين لأزمة مواجهة في منطقة خط السيطرة الفعلية، عندما بدأ العمال الهنود في بناء قناة في قرية ديمشوك الحدودية في لداخ، واحتج المدنيون الصينيون بدعم من الجيش. انتهت الأزمة بعد نحو ثلاثة أسابيع، عندما وافق الجانبان على سحب القوات. زعم الجيش الهندي أن الجيش الصيني أقام معسكرًا على بعد 3 كيلومترات (1.9 ميل) داخل الأراضي التي تطالب بها الهند. وفقًا للباحث هارش في. بانت، فإن الصين تحصل على الأراضي مع كل توغل لها.
في سبتمبر 2015، حصلت مواجهات بين القوات الصينية والهندية في منطقة بيرتسي بشمال لداخ بعد أن عملت القوات الهندية على تفكيك برج مراقبة متنازع عليه كان الصينيون يبنوه بالقرب من خط الدوريات المتفق عليه من الطرفين.